# Kantabriska sjön
Kantabriska sjön (spanska: Mar Cantábrico) är den sydligaste delen av Biscayabukten. Havsområdet ligger längs Iberiska halvöns norra kust. På spanska används dock namnet Mar Cantábrico ibland om hela Biscayabukten. 